# Campeonato Malauiano de Futebol
O Campeonato Malauiano de Futebol, também chamado de Primeira Divisão do Maláui (Malawi Premier Division), é a divisão principal do futebol nacional Maláui. Ele é organizado pela Associação de Futebol do Malawi.

## TNM Super League - clubes 2014/15
- Airborne Rangers (Salima)
- Big Bullets (Blantire)
- Blantyre United
- Blue Eagles (Lilongué)
- Chikwawa United
- CIVO United (Lilongué)
- EPAC United (Lilongué)
- Kamuzu Barracks (Lilongué)
- Karonga United
- MAFCO (Salima)
- Mighty Wanderers (Blantire)
- Moyale Barracks (Mzuzu)
- Red Lions (Zomba)
- Silver Strikers (Lilongué)
- Tigers FC (Blantire)

## Campeões
- 1986: Bata Bullets (Blantire)
- 1987: CIVO United (Lilongué)
- 1988: MDC United (Blantire)
- 1989: ADMARC Tigers (Blantire)
- 1990: Limbe Leaf Wanderers (Blantire)
- 1991: Bata Bullets (Blantire)
- 1992: Bata Bullets (Blantire)
- 1993: Silver Strikers (Lilongué)
- 1994: Silver Strikers (Lilongué)
- 1995: Limbe Leaf Wanderers (Blantire)
- 1995-96: Silver Strikers (Lilongué)
- 1996-97: Telecom Wanderers (Blantire)
- 1997-98: Telecom Wanderers (Blantire)
- 1998-99: Bata Bullets (Blantire)
- 1999-00: Bata Bullets (Blantire)
- 2000-01: Total Big Bullets (Blantire)
- 2001-02: Total Big Bullets (Blantire)
- 2002-03: Bakili Bullets (Blantire)
- 2004: Bakili Bullets (Blantire)
- 2005-06: Big Bullets (Blantire)
- 2006: MTL Wanderers (Blantire)
- 2007: Escom United (Blantire)
- 2008: Silver Strikers (Lilongué)
- 2009-10: Silver Strikers (Lilongué)
- 2010-11: Escom United (Blantire)
- 2011-12: Silver Strikers (Lilongué)
- 2012-13: Silver Strikers (Lilongué)
- 2013-14: Silver Strikers (Lilongué)
- 2014-15: Big Bullets (Blantire)

## Performance dos Clubes
| Clube                                                 | Cidade   | Títulos | Último Título |
| ----------------------------------------------------- | -------- | ------- | ------------- |
| Bullets (Includes Bata, Total Big, Bakili Bullets)    | Blantire | 17      | 2023          |
| Silver Strikers                                       | Lilongué | 9       | 2024          |
| Wanderers (Inclui Limbe Leaf, Telecom, MTL Wanderers) | Blantire | 5       | 2006          |
| Escom United                                          | Blantire | 2       | 2010-11       |
| ADMARC Tigers                                         | Blantire | 1       | 1989          |
| CIVO United                                           | Lilongué | 1       | 1987          |
| MDC United                                            | Lilongué | 1       | 1988          |

## Artilheiros
| Ano     | Artilheiros                   | Time                                       | Gols |
| 2001-02 | Heston Munthali               | MDC United                                 | 24   |
| 2002-03 | Ganizani Malunga              | Bakili Bullets                             | 28   |
| 2004    | Rodrick Douglas               | Illovo                                     | 18   |
| 2005-06 | Aggrey Kanyenda               | Wanderers                                  | 18   |
| 2006    | Aggrey Kanyenda               | Wanderers                                  | 16   |
| 2007    | Chiukepo Msowoya              | Escom United                               | 17   |
| 2008    | Diverson Mlozi                | Bullets                                    | 14   |
| 2010-11 | Chikondi Mpulula Luke Milanzi | Blantyre United & Blue Eagles ESCOM United | 18   |
| 2011-12 | Ishmael Thindwa               | EPAC United                                | 18   |